# مرشینگ
مرشینگ (به آلمانی: Merching) یک شهر در آلمان است که در آیشاخ-فریدبرگ واقع شده‌است.